# Reichenfels (gmina)
Reichenfels – gmina targowa w Austrii, w kraju związkowym Karyntia, w powiecie Wolfsberg. Liczy 1854 mieszkańców (1 stycznia 2015).

## Współpraca
Miejscowość partnerska:
- Aurachtal, Niemcy